# Idioma hadramita
El antiguo idioma ḥaḑramita, hadramítico o hadramí era el más oriental de los cuatro idiomas conocidos del grupo sudarábigo de lenguas semíticas. Fue utilizado en Hadramaut y también en el área alrededor de la capital hadramita de Shabwah, en lo que ahora es Yemen. Los hadramitas también controlaban el comercio de incienso a través de su importante puesto comercial de Sumhuram (en hadamítico: s1mhrm), ahora Khor Rori en la Gobernación de Dhofar, Omán.

## Escritura y fonología

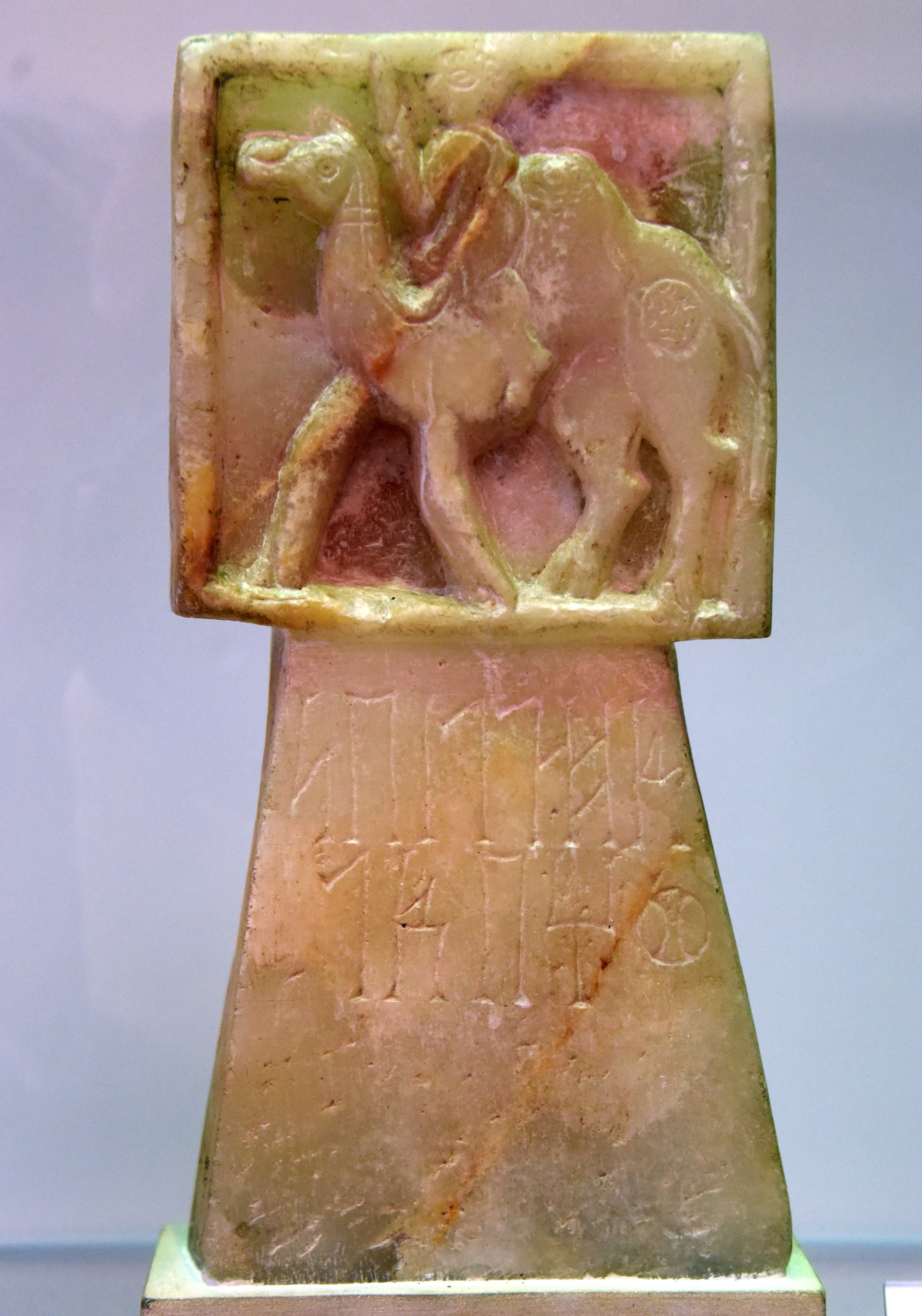
Quemador de incienso, de Shabwah, Yemen, c. Hombre desnudo montando un camello. Contiene una inscripción hadramita de 2 líneas. Expuesto en el Museo Británico.

Casi todo el corpus del antiguo lenguaje hadramita proviene de inscripciones escritas en la monumental escritura sudarábiga, que constaba de 29 letras y se deriva de la escritura protosinaítica. Los sonidos del idioma eran esencialmente los mismos que los del idioma sabeo.
Entre las características notables del hadramita se incluyen su tendencia, especialmente en las inscripciones de Wādī Ḥaḑramawt, a representar la ṯ sudarábiga como s3 : así encontramos s2ls3 ("tres"; en sabeo: s2lṯ) También hay casos en los que ṯ se escribe para una forma más antigua s3; por ejemplo, el hadramita mṯnad ("inscripción"), que es msnd en el resto de lenguas sudarábigas.

## Historia
Los fragmentos de cerámica con letras del alfabeto sudarábigo, encontrados en Raybūn, la antigua capital hadramí, se han fechado por radiocarbono en el siglo XII a. C. El idioma ciertamente estuvo en uso desde el año 800 a. C., pero en el siglo IV d. C., los ḥimyaritas conquistaron el Reino de Hadramaut y puesto que usaban el sabeo como idioma oficial, desde entonces no hay más registros en hadramita.
Durante el curso de la historia de la lengua aparecieron cambios fonéticos particulares, como el cambio de ˤ a ˀ, de ẓ a ṣ, de ṯ a s3. Como en otras lenguas semitas, la n puede asimilarse a la consonante siguiente, compare ʾnfs1 "almas" > ʾfs 1
En hadramita los pronombres de tercera persona comienzan con s1. Tiene formas femeninas terminadas en ṯ y s3.